# Anolis elcopeensis
Espèce
Anolis elcopeensis est une espèce de sauriens de la famille des Dactyloidae. 

## Répartition
Cette espèce est endémique de la province de Coclé au Panama.

## Étymologie
Son nom d'espèce, composé de elcope et du suffixe latin -ensis, « qui vit dans, qui habite », lui a été donné en référence au lieu de sa découverte, le parc national General de División Omar Torrijos Herrera anciennement nommé El Copé.

## Publication originale
- Poe, Scarpetta & Schaad, 2015 : A new species of Anolis (Squamata: Iguanidae) from Panama. Amphibian & Reptile Conservation, vol. 9, no 1, p. 1–13.